# Becalel Jair Danziger
Becalel Jair Danziger (ur. 1856, zm. 12 marca 1934 w Łodzi) – rabin, cadyk z chasydzkiej dynastii Aleksander działający w Łodzi.
Był synem Jechiela Danzigera i wnukiem Szragi Fajwla Danzigera z Grójca, założyciela dynastii. Po śmierci swego brata Jerachmiela Izraela Izaaka w 1894 roku został cadykiem, jednak działał głównie w Łodzi, a dynastię kontynuował brat Szmuel Cwi. Był bardzo popularnym kaznodzieją ludowym. Był współautorem (wraz z braćmi Jerachmielem Izraelem Izaakiem i Szmuelem Cwi) dzieła Jismach Israel (hebr. Raduj się Izraelu), opublikowanego w 1911 roku.
Jest pochowany na cmentarzu żydowskim w Aleksandrowie Łódzkim. Jego następcą został syn Abraham Jehuda Danziger. Jego zięć Jehuda Mosze Tyberg-Danziger został piątym cadykiem aleksandrowskim i po II wojnie światowej odbudował dynastię w Izraelu.